# Esplanadi

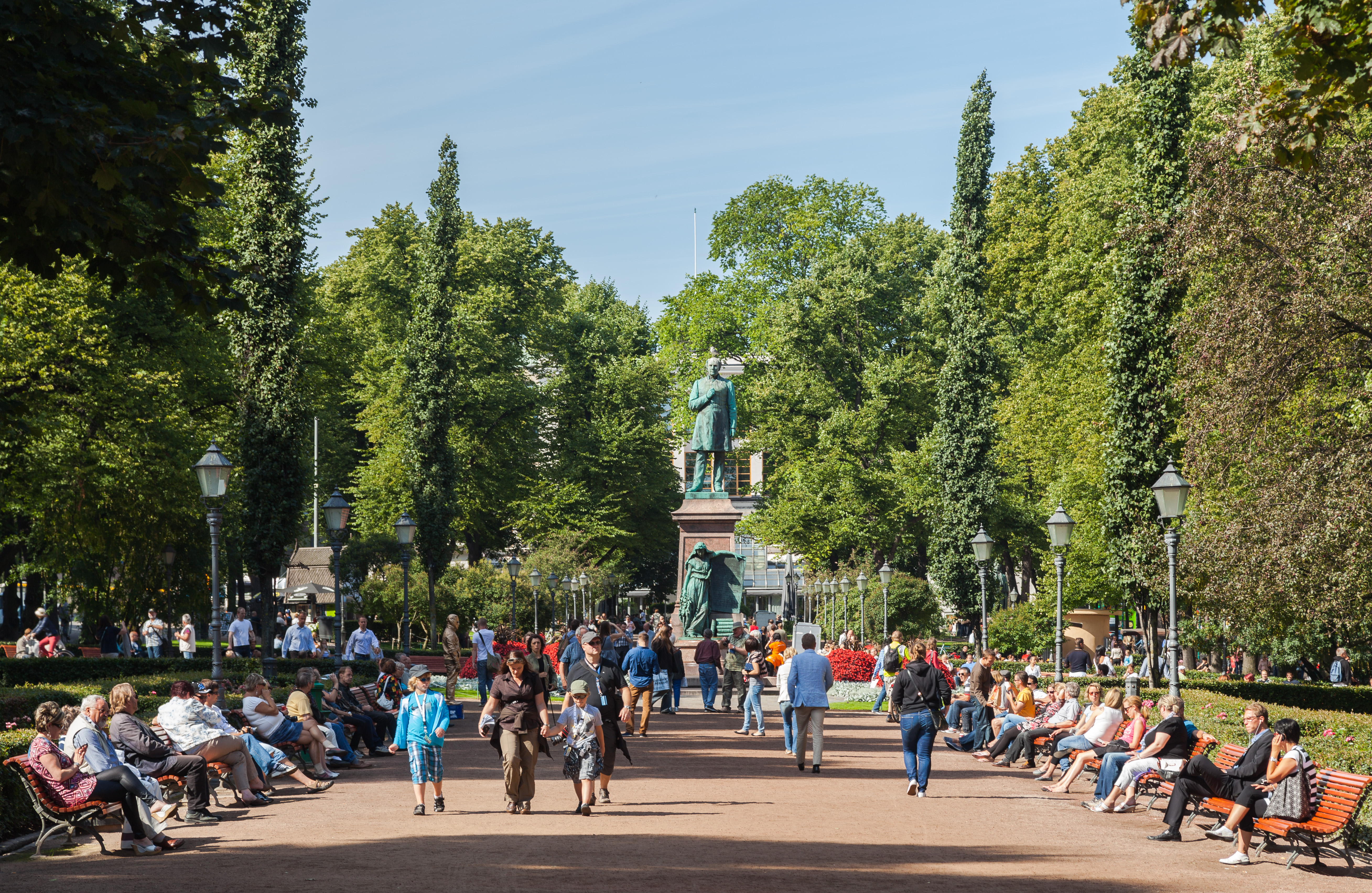
Park Esplanadi

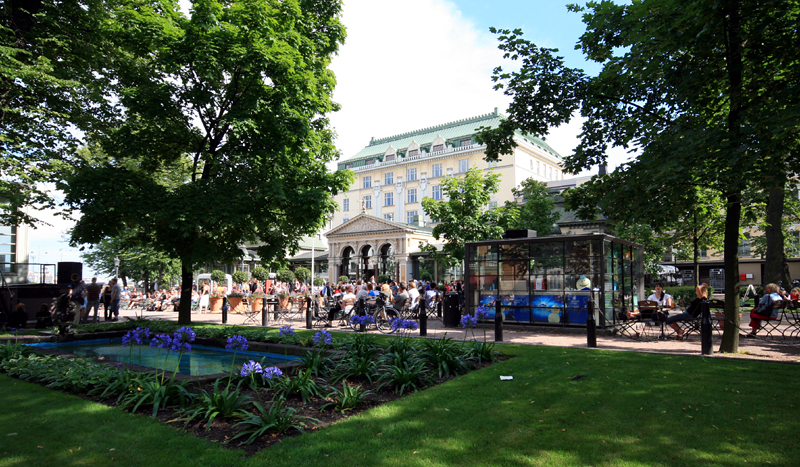
Kappeli - popularna restauracja na Esplanadi

Esplanadi (szw: 'Esplanaden') – wspólna nazwa dla dwóch równoległych ulic i parku między nimi, położonych w centrum Helsinek, stolicy Finlandii. Potocznie zwana Espa.
Dwie ulice stanowiące Esplanadi to oficjalnie: Pohjoisesplanadi (szw: Norra esplanaden), północna ulica, i Eteläesplanadi (szw: Södra esplanaden), południowa ulica. Na północ od Pohjoisesplanadi jest Aleksanterinkatu, a na wschodnim krańcu Kauppatori, helsiński rynek i port. Park został otwarty w 1812.
Bardzo duży obszar zieleni pomiędzy dwoma ulicami jest bardzo gwarny w lecie, kiedy wiele mieszkańców Helsinek urządza tam pikniki. Odbywają się także kiermasze i liczne koncerty muzyki na żywo na specjalnej scenie w parku. Znajduje się tam także pomnik Johana Ludwiga Runeberga.